# George Bush (cầu thủ bóng đá)
George Edward Bush (1883 – 1936) là một cầu thủ bóng đá người Anh thi đấu ở vị trí tiền vệ chạy cánh.